# Hmota
Hmota je důležitý pojem fyziky, jeho význam se však zejména ve 20. století výrazně proměnil. Možnosti fyzikálního zkoumání dříve umožňovaly rozlišovat pouze makroskopické mechanické, optické a termické vlastnosti různých forem hmoty. Moderní obory fyziky nabídly nástroje k podrobnějšímu zkoumání vnitřní hierarchické struktury (nejprve molekulární a atomární úroveň, později subatomární úrovně) a odhalily společnou podstatu některých forem, dříve považovaných za odlišné (např. světlo a radiové vlny). Vlnový charakter částic a částicový charakter interakcí odhalený kvantovou fyzikou je pak důvodem, že se ve fyzikálním chápání pojem hmoty používá ve dvou hierarchicky odlišných významech:
- V širším významu je hmota výrazem pro veškeré fyzikálně zachytitelné formy objektivní reality, tedy toho, co existuje nezávisle na našem vědomí a jehož projevy lze objektivně zaznamenat či změřit.
- V užším fyzikálním významu je to pojem pro substanci, ze které jsou složeny fyzikální objekty, tj. význam, pro který se v české fyzikální terminologii ustálilo slovo látka.

## Látka a pole
Fyzika tradičně rozlišovala dva projevy hmoty: látka, skládající se z částic s klidovou hmotností, a pole, které by se podle klasické fyziky nemělo skládat z částic, ale projevovat se jako kontinuum ve svých vlastnostech. Dnes, podle standardního modelu, je všeobecně přijímána představa rozdělení forem hmoty podle charakteru elementárních částic hmoty – na látkové částice (často nesprávně nazývané také "částice hmoty"), tedy kvarky a leptony (všechny mají polocelý spin, proto patří do fermionů, a ke každé existuje odpovídající antičástice) a na polní částice (intermediální, tedy zprostředkující interakci) a mající celočíselný spin, tedy patřící do bosonů.
Pojem látka označuje veškerou hmotu, z níž se skládají předměty kolem nás. Tradičně se rozlišují tři její základní skupenství: pevné, kapalné a plynné; později začalo být jako 4. skupenství označované plazma a moderní fyzika přidala další odlišné formy, často také označované jako skupenství (Boseho-Einsteinův kondenzát apod.).
V moderní fyzice jsou látka a pole, přinejmenším v mikrosvětě, dva navzájem spjaté „projevy“ či „strukturní formy“ hmoty, protože se ukázalo, že:
- Elementární částice látek vystupují jako kvanta (nejmenší nedělitelné množství), resp. "zhuštěniny" polí, ztrácejí tedy čistě korpuskulární povahu.
- Fyzikální pole ztrácejí plnou kontinuitu a mohou se strukturovat do kvant (fotony, gravitony), neboli polních částic.
- Pojem částice (včetně elementárních částic) se – přinejmenším v mikrosvětě – používá pro úplně veškeré mikrofyzikální hmotné objekty, nezávisle na tom, či při vzájemném působení mají strukturu/podobu klasických částic (látkové částice) nebo pole.

Skutečnost, že na každý hmotný objekt (částici i pole) je možné se dívat buď jako na částici, nebo jako na vlnu, nazýváme korpuskulárně-vlnový dualizmus (či "dualizmus vlna-částice").
Fyzikální experimenty a astrofyzikální pozorování poskytují indicie, že mimo standardní model existují ještě další formy existence hmoty. Klasická hmota (tzv. baryonová hmota či látka, tj. hvězdy, planety atp.) představuje podle výsledků pozorování pouze zhruba 5 % celkové hustoty energie vesmíru. Intenzivně se hledají částice tzv. temné hmoty, která by měla představovat zhruba 26,5 % hustoty energie vesmíru a měla by mít schopnost gravitačního shlukování (mohla by vysvětlit problémy v dynamice galaxií). Předpokládá se, že má formu látky, pro kterou standardní model nemá vhodné částice. Zbytek, zhruba 68,5 %, připadá na zcela neznámou formu, temnou energii (ta je pravděpodobně zodpovědná za zrychlující se expanzi našeho vesmíru). Údaje z měření mikrovlnného reliktního záření sondou Planck (2018) odvozené pro standardní model ΛCDM se přitom shodují s novějším (2023) určením z rozložení pozorovaných galaktických klastrů a jejich hmotností.Většina teorií předpokládá polní charakter temné energie, může se však jednat o obecnější, inherentní vlastnost fyzikálního prostoru. Jsou rozpracovány i alternativní teorie, nahrazující objektivní existenci temné hmoty a temné energie modifikací fyzikálních zákonů gravitace.

## Složení hmoty
Následuje zjednodušený model složení známých forem hmoty (odsunutý řádek znamená, že předcházející se skládá z následujících; ne všechny meziúrovně se pro danou formu látky nutně musejí realizovat):
hmota:
- látka:
  - molekuly:
    - atomy:
      - a) hadrony (např. protony, neutrony, mezony) a jejich antičástice:
        - kvarky a antikvarky

      - b) leptony (např. elektrony, miony, neutrina) a jejich antičástice (např. pozitron)
- pole:
  - fotony
  - gluony
  - intermediální bosony W+, W− a Z0
  - Higgsův boson
  - gravitony (hypotetické – zatím nejsou experimentálně ověřeny)

Pojem hmota není, na rozdíl od pojmu hmotnost, přesně definován. V angličtině odpovídá pojmu matter, který se pro pole (field) většinou nepoužívá.

## Skupenství látky (hmoty)
Od nejkondenzovanějšího k nejrozvolněnějšímu existují následující skupenství odvozená od elektricky neutrální atomární látky:
- Boseho–Einsteinův kondenzát (BEC)
- pevné
- kapalné
- plynné
- plazma[pozn. 2]
- kvark-gluonové plazma[4] (řidčeji též "kvarková polévka" nebo zkráceně "kvagma")[pozn. 3].

Některé publikace označují jako zvláštní skupenství i takové kondenzované stavy látky, v nichž se projevují kvantové kolektivní vlastnosti částic (fermiony látky se sdružují do tzv. Cooperových párů – bosonů) odlišnými makroskopickými charakteristikami (od nejkondenzovanějšího k nejrozvolněnějšímu):
- fermionový kondenzát[5][6] (BEC tvořený Cooperovými páry fermionů)
- suprapevné[7][8][9][10] (specifický stav jak s vlastnostmi pevného krystalu tak supratekuté látky, dřívější experimentální průkazy[11][12] byly zpochybňovány[13])
- supratekuté (specifický stav kapalného)

Jsou teoreticky předpovězena a astrofyzikálním pozorováním podpořena i další kondenzovaná skupenství látky, která umožňuje stlačení silnou gravitací velmi hmotných vesmírných objektů:
- degenerovaný kvarkový plyn (látka tvořící jádra neutronových hvězd[14][15] a hypotetické kvarkové hvězdy; degenerovaná hmota, obdobná obřímu exotickému baryonu v nejnižším možném energetickém stavu, tvořenému mnoha kvarky)
- degenerovaná podivná hmota (hypotetická látka, která může být obsažena v neutronových hvězdách; degenerovaná hmota, obdobná obřímu neutrálnímu hyperjádru v nejnižším možném energetickém stavu)
- degenerovaný neutronový plyn (látka tvořící neutronové hvězdy; neutrální degenerovaná hmota, obdobná obřímu atomovému jádru v nejnižším možném energetickém stavu, tvořenému mnoha neutrony)
- těsné uspořádání atomových jader s degenerovaným elektronovým plynem (látka tvořící bílé trpaslíky, obdobná těsnému kovovému krystalu v nejnižším možném energetickém stavu)

Přechody hmoty z jednoho skupenství na druhé (fázová přeměna) se zabývá termodynamika.

### Pevné látky
Pevné látky se rozlišují na krystalické (včetně kvazikrystalů) a amorfní.
Pevné látky (výjimečně i kapalné – např. helium) mohou mít více fází, tedy forem se stejným složením ale jinými mikroskopickými (strukturní uspořádání částic) a makroskopickými (termodynamickými, elektromagnetickými) vlastnostmi. Např. u ledu bylo již popsáno aspoň 16 krystalických a 3 amorfní fáze.